# Christian Chevandier
Pour les articles homonymes, voir Chevandier.
Christian Chevandier, né le 1er octobre 1954 à Lyon, est un historien français, professeur émérite d'université d'histoire contemporaine à l'université du Havre, chercheur au laboratoire IDEES-Cirtai (Université du Havre/CNRS) et associé au Centre d'histoire sociale du XXe siècle (université Paris 1 Panthéon-Sorbonne/CNRS) , et enseigne l'histoire à la prison de la Santé. Spécialiste de l’histoire du travail, des milieux populaires et des mouvements sociaux, il intervient régulièrement dans les médias,.

## Biographie
Après avoir travaillé en usine, comme OS et comme manœuvre dans la région lyonnaise et dans un centre de tri postal dont il a été licencié après la grève des PTT de l’automne 1974, il a été embauché dans un hôpital et a travaillé douze ans en service de soins, comme agent de service puis infirmier. Dans le même temps, il a fait des études de psychologie puis d'histoire à l'université Lyon 2 . Il a ensuite enseigné dans des collèges, des lycées, des universités de région Rhône-Alpes puis douze ans à la Sorbonne et dix ans à l’université du Havre. Il a soutenu en 1990 sa thèse de doctorat sur les Cheminots en usine : les ouvriers des ateliers de réparations ferroviaires d’Oullins du tournant du siècle à la nationalisation, sous la direction du professeur Yves Lequin. Les travailleurs des ateliers de réparations ferroviaires d'Oullins, près de Lyon, ont une double identité  professionnelle, partagée à la fois entre une affirmation cheminote et une réalité métallurgiste. Cette identité hybride est notamment renforcée par le comportement des ouvriers, dans leurs implications dans la vie de la cité, dans leurs activités professionnelles ou syndicales quotidiennes. L'histoire du personnel est à la fois marquée par les mutations du monde ouvrier, les luttes sociales aux Ateliers, l'évolution technologique et le devenir de la compagnie PLM. Tout en s'intéressant à d'autres groupes professionnels, il a continué à étudier les cheminots, notamment leur rôle dans les mouvements sociaux et leur place dans le cinéma. Auteur de quatre livres et de nombreux articles et communications sur l'histoire du personnel de santé, il dirige aux Presses universitaires de Rouen et du Havre la collection "Métiers du corps".
Il est un des rédacteurs du Dictionnaire biographique du Mouvement ouvrier français. C'est en développant une de ses notices qu'il a écrit la biographie d'un militant syndicaliste postier et écrivain, Georges Valero, consacrant "plus de 400 pages à un parfait inconnu", ce qui a conduit des sociologues à se pencher sur sa démarche. Il travaille également sur la mémoire, ses processus et ses conséquences politiques. Il participe ainsi au Programme 13-Novembre, recherche transdisciplinaire qui étudie la construction et l’évolution de la mémoire des attentats du 13 novembre 2015. Vice-président des Rencontres méditerranéennes Albert Camus, il est l'auteur de plusieurs articles sur cet écrivain, dont il a notamment étudié la participation à la libération de Paris. Lorsqu’il est parti en retraite, « en son honneur », ses collègues ont écrit un livre : Les Mains dans « la paperasse des pauvres ».

## Prix
Dans son livre intitulé Été 44 : l'insurrection des policiers de Paris paru aux éditions Vendémiaire en 2014, il explique en étudiant leur vie et leur carrière pourquoi les policiers parisiens se sont insurgés en août 1944. Pour ce livre, la Fondation de la Résistance lui a décerné au Sénat le 3 novembre 2015 le prix Philippe Vianney, destiné à récompenser un ouvrage récent portant sur la Résistance au nazisme en France ou en Europe.

## Publications

### Ouvrages
- Cheminots en usine : les ouvriers des ateliers d’Oullins au temps de la vapeur, Lyon, Presses universitaires de Lyon, 1993, 319 p
- Les métiers de l’hôpital, coll. « Repères », Paris, La Découverte, 1997, 128 p.
- Cheminots en grève, ou La construction d’une identité (1848-2001), Paris, Maisonneuve et Larose, 2002, 399 p.
- Paris dernier voyage : histoire des pompes funèbres (XIXe-XXe siècles), Paris, La Découverte, 2008, 198 p. Avec Bruno Bertherat.
- L’hôpital dans la France du XXe siècle, Paris, Éditions Perrin, collection « Pour l’histoire », 2009, 490 p.
- La fabrique d’une génération : Georges Valero, postier, militant et écrivain, Paris, Éditions Les Belles Lettres, coll. « Histoire de profil », 2009, 434 p.
- Infirmières parisiennes (1900-1950) : émergence d’une profession, Paris, Publications de la Sorbonne, 2011, 316 p.
- Policiers dans la ville : une histoire des gardiens de la paix, Paris, Gallimard, 2012, 1004 p.
- La Libération de Paris : les acteurs, les combats, les débats, Paris, Hatier, 2013, 125 p.
- Été 44 : l'insurrection des policiers parisiens, Paris, Vendémiaire, 2014, 480 p.
- La guerre du travail : de la crise à la croissance, Paris, Belin, 2017, 311 p.
- Le travail en France. Des "Trente Glorieuses" à la Présidence Macron, Paris, Belin, 2018, 257 p.
- Le comité d'entente des écoles d'infirmières (1949-2019). Un corps intermédiaire dans la formation professionnelle, Mont-Saint-Aignan, Presses universitaires de Rouen et du Havre, 2021, 180 p.
- Mémoires d'une tragédie : les policiers du 13 novembre 2015, Paris, Robert Laffont, 2022, 319 p. (ISBN 978-2-221-25982-5).

### Direction d’ouvrages collectifs
- André Philip, socialiste, patriote, chrétien, Paris, Comité pour l’histoire économique et financière de la France, 2005, 503 p. Avec Gilles Morin.
- Le mouvement social, n° 211, avril-juin 2005, Les services. Définitions, ruptures, enjeux, 154 p.
- Travailler dans les entreprises sous l’Occupation, Dijon/Besançon, Presses universitaires de Franche Comté, 2007, 527 p. Avec Jean-Claude Daumas, DOI 10.4000/books.pufc.26079.
- À chacun son Mai ? : le tour de France de mai-juin 1968, Rennes, Presses universitaires de Rennes, 2011, 398 p. Avec Bruno Benoit, Gilles Morin, Gilles Richard, Gilles Vergnon.
- Travailler ensemble ? : des disciplines aux sciences sociales, Mont-Saint-Aignan, Presses universitaires de Rouen et du Havre, 2014, 248 p.
- Enfermements, justice et liberté : aujourd’hui et hier, ici et ailleurs, Paris, L’Harmattan, 2014, 503 p. Avec Jean-Manuel Larralde et Pierre V. Tournier.
- Dynamiques des identités : travail et organisations, Mont-Saint-Aignan, Presses universitaires de Rouen et du Havre, 2015, 126 p. Avec John Barzman